# Abel Segovia
Francisco Abel Segovia  Vega (Morón de la Frontera, Sevilla, 2 de septiembre de 1979) es un exfutbolista y entrenador español que actualmente dirige al C. D. Numancia, equipo que milita en el Grupo 1 de la Segunda Federación.

## Trayectoria

### Como jugador
Natural de Morón de la Frontera, jugó como futbolista durante 15 temporadas, en las que vistió las camisetas de Sevilla Atlético, Real Madrid Castilla, Sporting de Gijón, CD Leganés, CD Castellón, Mérida AD, Atlético Ciudad, Cultural Leonesa, Cacereño y Écija, en el que se retiró en 2013.

### Como entrenador
Tras colgar las botas trabajó en las direcciones deportivas de CE Sabadell y Málaga CF. Comenzó su carrera como entrenador siendo asistente de José Antonio Gordillo en el Nàstic de Tarragona y en el juvenil división de honor del Real Betis.
En la temporada 2020-21, gestiona y dirige al equipo de su ciudad, la UD Morón de la Primera División Andaluza. En noviembre de 2020, se convierte en entrenador del Patriotas Boyacá de la Categoría Primera A de Colombia, sustituyendo en el cargo al técnico Nelson Gómez. No fue renovado para el siguiente curso.
El 17 de junio de 2022, firma como entrenador del Antequera Club de Fútbol de la Segunda Federación. En junio de 2023, pese a lograr el ascenso a la Primera Federación, no continuaría al frente del conjunto antequerano.
El 30 de octubre de 2023, firma como entrenador del Atlético Sanluqueño de la Primera Federación.
El 21 de enero de 2025, firma hasta final de temporada por el Marbella FC, equipo que pertenece al Grupo 2 de la Primera Federación.
El 21 de junio de 2025 fichaba como entrenador por el CD Numancia.

## Clubes

### Como jugador[9]
| Club                  | País   | Año       |
| --------------------- | ------ | --------- |
| Sevilla Atlético      | España | 1998-2000 |
| Real Madrid Castilla  | España | 2000-2001 |
| Sporting de Gijón "B" | España | 2002      |
| Sporting de Gijón     | España | 2002-2004 |
| C. D. Leganés         | España | 2004      |
| Deportivo Alavés "B"  | España | 2005      |
| C. D. Castellón       | España | 2005-2006 |
| Mérida A. D.          | España | 2006-2008 |
| Atlético Ciudad       | España | 2008-2009 |
| Cultural Leonesa      | España | 2009-2010 |
| C. P. Cacereño        | España | 2010-2011 |
| Écija Balompié        | España | 2011-2013 |

### Como entrenador
Actualizado a 23 de marzo de 2025
| Club                | País     | Categoría           | Año       | PJ | PG | PE | PP | % ptos. |
| ------------------- | -------- | ------------------- | --------- | -- | -- | -- | -- | ------- |
| UD Morón CF         | España   | Primera Andaluza    | 2020      | 5  | 3  | 2  | 0  | 73.33%  |
| Patriotas Boyacá    | Colombia | Categoría Primera A | 2020-2021 | 21 | 6  | 2  | 13 | 31.75%  |
| Antequera CF        | España   | Segunda Federación  | 2022-2023 | 34 | 22 | 7  | 5  | 71.57%  |
| Atlético Sanluqueño | España   | Primera Federación  | 2023-2024 | 29 | 9  | 8  | 12 | 40.23%  |
| Marbella FC         | España   | Primera Federación  | 2025      | 9  | 1  | 3  | 5  | 22.22%  |
| CD Numancia         | España   | Segunda Federación  | 2025-     |    |    |    |    |         |
| Total               | Total    | Total               | Total     | 98 | 41 | 22 | 35 | 49.32%  |

## Distinciones individuales
- Premio por la trayectoria deportiva (2018)[10]